# Eicherax fulvithorax
Eicherax fulvithorax är en tvåvingeart som först beskrevs av Macquart 1838.  Eicherax fulvithorax ingår i släktet Eicherax och familjen rovflugor. Inga underarter finns listade i Catalogue of Life.